# Polo als Jocs Olímpics d'estiu de 1920
Als Jocs Olímpics de 1920 celebrats a la ciutat d'Anvers (Bèlgica) es disputà una prova de polo en categoria masculina. Aquest esport tornà al programa oficial dels Jocs després de la seva absència en els Jocs Olímpics de 1912 celebrats a Estocolm (Suècia).

## Nacions participants
Hi participaren 17 jugadors de 4 nacions diferents:
- Bèlgica (4)
- Espanya (5)
- Estats Units (4)
- Regne Unit (4)

## Resum de medalles
| Prova        | Or                                                                                  | Argent | Bronze                                                                      | Quart                                                                                       |
| Polo masculí | Regne UnitTeignmouth Melville · Frederick Barrett · John Wodehouse · Vivian Lockett | EspanyaLeopoldo Saínz de la Maza · Jacobo Fitz-James Stuart · Hernando Fitz-James Stuart · Álvaro de Figueroa · José de Figueroa | Estats UnitsArthur Harris · Terry Allen · John Montgomery · Nelson Margetts | BèlgicaAlfred Grisar · Maurice Lysen · Clément Van Der Straten · Gaston Peers de Nieuwburgh |

## Medaller
| Posició | País         | Or | Argent | Bronze | Total |
| 1       | Regne Unit   | 1  | 0      | 0      | 1     |
| 2       | Espanya      | 0  | 1      | 0      | 1     |
| 3       | Estats Units | 0  | 0      | 1      | 1     |

## Resultats
|  | Semifinals   | Semifinals |    |              | Final       | Final |
|  |              |            |    |              |             |       |
|  |              |            |    |              |             |       |
|  | Espanya      | 13         |    |              |             |       |
|  | Estats Units | 3          |    |              |             |       |
|  |              |            |    |              |             |       |
|  |              |            |    |              |             |       |
|  |              |            |    |              | Espanya     | 11    |
|  |              | Regne Unit | 13 |              |             |       |
|  |              |            |    |              |             |       |
|  |              |            |    |              |             |       |
|  |              |            |    |              | Tercer lloc |       |
|  |              |            |    |              |             |       |
|  | Regne Unit   | 8          |    | Estats Units | 11          |       |
|  | Bèlgica      | 3          |    |              | Bèlgica     | 3     |